# John Shuster
John Shuster (ur. 3 listopada 1982 w Chisholm) – amerykański curler, praworęczny. Kapitan amerykańskiej reprezentacji, która w 2018 roku sięgnęła po złoty medal na Igrzyskach Olimpijskich w Pjongczangu.
Shuster zaczął uprawiać curling w 1997. Czterokrotnie reprezentował kraj w Bemidji Curling Club, grając w drużynie Pete'a Fensona na pozycji otwierającego. W 2003 wystąpił w mistrzostwach świata, zajmując ostatecznie 8 pozycję. Dwa lata później na tych samych zawodach uplasował się na 6. pozycji. Reprezentował Stany Zjednoczone na zimowych igrzyskach olimpijskich w 2006, gdzie zdobył brązowy medal. Niespełna dwa miesiące później na mistrzostwach świata po Round-Robin zakwalifikował się do play-offów, lecz jego drużyna przegrała mecz z Norwegią 5:8.
Latem 2006 Shuster przeprowadził się do Duluth, gdzie studiuje, zmuszony był do wycofania się z Bemidji CC. W lokalnym klubie założył własną, uniwersytecką drużynę, która wygrała mistrzostwa kraju i wzięła udział w uniwersjadzie w 2007. Drużyna pod przewodnictwem Shustera przegrała jedynie 2 spotkania (9 wygrała) i ostatecznie zdobyła złoty medal.
Wygrywając United States Olympic Curling Team Trials 2010, drużyna Johna Shustera zapewniła sobie występ na zimowych igrzyskach olimpijskich w 2010, w finale Shuster pokonał Tylera George'a 9:8. W turnieju Amerykanie uplasowali się na ostatniej, 10. pozycji. Shuster nie zagrał w jednym meczu, a w 3 wystąpił jako trzeci.
Między sezonami olimpijskimi 2009/2010 i 2013/2014 John nie reprezentował Stanów Zjednoczonych w zawodach WCF. Amerykanie nie awansowali bezpośrednio do Zimowych Igrzysk Olimpijskich 2014, musieli wcześniej rywalizować w turnieju kwalifikacyjnym. Krajowe eliminacje wygrała drużyna Shustera, do turnieju olimpijskiego awansowała pokonując w ostatnim meczu Czechów (Jiří Snítil). W Soczi Amerykanie uplasowali się na 9. pozycji - wygrali 2 z 9 meczów.
W 2015 John Shuster powrócił na Mistrzostwa Świata Mężczyzn w Curlingu 2015. Jego drużyna rundę grupową ukończyła na 4. miejscu z bilansem 6 wygranych i 5 przegranych spotkań, taki sam wynik mieli Finowie (Aku Kauste). O awansie do fazy finałowej decydował mecz barażowy, który Amerykanie przegrali rezultatem 5:6.

## Drużyna
MŚ 2015
- Tyler George
- Matt Hamilton
- John Landsteiner

2012-2015
- Jeff Isaacson
- Jared Zezel
- John Landsteiner

Sezon 2011/2012
- Zach Jacobson
- Jared Zezel
- John Landsteiner

Byli zawodnicy
- Jason Smith - trzeci
- John Benton - otwierający